# 1908
1908 (MCMVIII) fue un año bisiesto comenzado en miércoles en el calendario gregoriano.

## Acontecimientos

### Enero
- 2 de enero: en España se suspenden las garantías constitucionales en las provincias de Barcelona y Gerona a causa de una ola de terrorismo.
- 7 de enero: el Gobierno español promulgó la Ley de la Escuadra, para dotar a España de fuerzas marítimas, de las que carecía tras los desastres sufridos en las guerras de Cuba y Filipinas.
- 13 de enero: 
  - En Buenos Aires se funda el Aero Club Argentino.
  - El francés Henri Farman logra volar mil metros con un avión biplano, en un circuito cerrado.
- 15 de enero: se publica el libro Escultismo para Muchachos el libro que impulsaría el Escultismo a nivel mundial.
- 18 de enero: la marca de automóviles italiana Lancia lanza al mercado su primer modelo, el Lancia Alfa.

### Febrero
- 1 de febrero: en Lisboa (Portugal) mueren en un atentado el rey Carlos I y el príncipe heredero, Luis Felipe.
- 15 de febrero: tropas españolas ocupan Restinga, cerca de Melilla.
- 16 de febrero: en Budapest se estrena la ópera Eliana (de Mihalovich).
- 17 de febrero: en Barcelona (España) estallan dos bombas.
- 18 de febrero: 
  - El Congreso español aprueba la creación del Instituto Nacional de Previsión.
  - Estados Unidos decide prohibir la inmigración de trabajadores japoneses en su territorio.
  - Bernhard Dernburg, primer secretario de Estado en la oficina colonial del Reich, pide en el Reichstag una mejor atención médica para la población de las colonias.
- 24 de febrero: el obispo de Barcelona publica una pastoral contra el proyecto del ayuntamiento de crear escuelas «bisexuales y neutras».

### Marzo
- 8 de marzo: en Montevideo, Uruguay, se funda la Tienda London Paris.
- 9 de marzo: en Milán, Italia, se funda el Football Club Internazionale Milano.

### Abril
- 1 de abril: en Buenos Aires, el sacerdote Lorenzo Massa funda el Club Atlético San Lorenzo de Almagro.
- 8 de abril: en La Paz, 12 jóvenes estudiantes del American Institute y el San Simón, fundan el Club The Strongest, el club deportivo más importante de Bolivia.

### Mayo
- 20 de mayo: en Gijón, España, se inaugura el Estadio Municipal El Molinón.
- 25 de mayo: en Buenos Aires se inaugura el Teatro Colón, con la representación de la ópera Aída (de Giuseppe Verdi).
- 26 de mayo: William Knox d'Arcy descubre el primer gran yacimiento de petróleo de Oriente Medio en Masŷed Soleimán (en Juzestán, al sudoeste de Irán). Los derechos de explotación serán rápidamente adquiridos por el Reino Unido.

### Junio
- 13 de junio: en las Montañas Azules del estado de Oregón (Estados Unidos) se inaugura el Bosque Nacional Malheur. Es el hogar de un hongo de miel (Armillaria ostoya), probablemente la criatura viviente más grande (sus rizomas subterráneos ocupan un círculo de 40 km de diámetro) y antigua de la Tierra (nació entre el 6625 y el 375 a. C., según el método de datación que se utilice).
- 21 de junio: en Hyde Park (Londres) 250 000 sufragistas se reúnen para reclamar el derecho al voto femenino.
- 23 de junio: en España, el Gobierno aprueba la Ley de la Represión de la Usura.
- 23 de junio: en Irán, el shah Mohammad Alí Shah Qayar hace bombardear la Asamblea Consultiva Islámica por la brigada cosaca del coronel Liajof.
- 30 de junio: en Siberia (Rusia), 1022 km al norte de la frontera con Mongolia, y 3635 km al noreste de Moscú, se registra una gigantesca explosión (bólido de Tunguska) que se cree causada por un meteorito.

### Julio
- 3 de julio: Comienza la revolución de los Jóvenes Turcos. El mayor Ahmed Niyazi marcha desde Resen junto con 200 seguidores, exigiendo la restauración de la Constitución.
- 24 de julio: El Sultán Abdul Hamid II anuncia la restauración de la constitución.
- 26 de julio: en Estados Unidos el abogado Charles Joseph Bonaparte funda el FBI

### Agosto
- 3 de agosto: Primera Ascensión al Nevado Huascarán (cima norte 6.555).
- 16 de agosto: en Prusia se autoriza a las mujeres a estudiar en la universidad.
- 25 de agosto: en la provincia de San Juan (Argentina) se crea el departamento Sarmiento
- Se instituye el último viernes del mes, la celebración de la Batalla de Flores de Laredo.

### Septiembre
- 12 de septiembre: en Gerona (España), fue publicado por primera vez el topónimo Costa Brava por el periodista Ferran Agulló, en las páginas de La Veu de Catalunya.
- 16 de septiembre: en EE. UU., William Crapo Billy Durant funda la General Motors.
- 25 de septiembre: en EE. UU. sale a la venta el primer Ford Modelo T, el primer automóvil en ser fabricado en masa. Su producción llegó a ser de más de 15 millones de unidades.

### Octubre
- 5 de octubre: Bulgaria declara su independencia del Imperio Otomano.
- 7 de octubre: el Imperio austrohúngaro se anexiona Bosnia-Herzegovina.

### Noviembre
- 1 de noviembre: se funda el Club Atlético Huracán
- 3 de noviembre: elecciones presidenciales en Estados Unidos en las que el republicano William Howard Taft vence al demócrata William Jennings Bryan con una ventaja de 271 votos electorales frente a 212.
- 14 de noviembre: muerte del emperador Guangxu de la dinastía chino-manchú Qing, sucedido por el niño emperador Pu-Yi (Puyi).
- 30 de noviembre: se funda el pueblo Juan Bernabé Molina, Provincia de Santa Fe, Argentina.

### Diciembre
- 18 de diciembre: en una conferencia médica en Viena (Austria), el biólogo austriaco Karl Landsteiner (1868-1943) y su ayudante Erwin Popper demuestran que descubrieron el virus que provoca la poliomielitis.[1]
- 19 de diciembre: en Venezuela el general Juan Vicente Gómez realiza un golpe de Estado. Declara a Maracay como capital de Venezuela y Gobernará hasta 1935.
- 23 de diciembre: Francia y Bélgica firman un tratado en el cual demarcan los bordes en la parte baja del Congo.
- 28 de diciembre: en la ciudad siciliana de Mesina (Italia), un terremoto de 7,1 y un tsunami dejan un saldo de 82.000 muertos.

### Fecha desconocida
- España: Primera edición de Zalacaín el aventurero.
- Colombia: en San José de Suaita (Colombia) se abre la fábrica de hilados y tejidos. Comienza la modernización industrial.
- China: se funda el Kuomintang como sociedad secreta.
- Brasil: llega el Kasato Maru, primer barco que llega al país con población proveniente de Japón.

## Arte y literatura
- Antonio Machado: Cantares.
- Jacinto Benavente: Señora ama.
- Adolf Loos: Ornamento y delito.
- Wilhelm Worringer: Abstracción y naturaleza.
- Leonid Andréiev: Los siete ahorcados.
- G. K. Chesterton: El hombre que fue jueves.
- Anatole France: La isla de los pingüinos.
- Jack London: El talón de hierro.
- Kenneth Grahame: El viento en los sauces.
- Lucy Maud Montgomery: Ana la de Tejas Verdes.

## Ciencia y tecnología
- El joven científico estadounidense Roy Chapman Andrews (1884-1960) describe por primera vez el zifio de Andrew (Mesoplodon bowdoini).

## Nacimientos

### Enero
- 8 de enero: Simone de Beauvoir, escritora francesa (f. 1986). [2]
- 2 de enero: José Limón, bailarín, coreógrafo y profesor de danza mexicano (f. 1972). [3]
- 31 de enero: Atahualpa Yupanqui, cantautor argentino (f. 1992). [4]

### Febrero
- 6 de febrero: Rafael de León, poeta español (f. 1982).
- 2 de febrero: Ignacio Mill, político y sindicalista venezolano (f. 1982).
- 9 de febrero: Enrique Millán Alarcón, esquiador olímpico español.
- 10 de febrero: Pablo Serrano, escultor español (f. 1985).
- 22 de febrero: Rómulo Betancourt, político y periodista venezolano (f. 1981).
- 26 de febrero: Nestor Mesta Chayres, tenor mexicano y cantante boler (f. 1971).
- 28 de febrero: William Coldstream, pintor británico (f. 1987).
- 29 de febrero: Balthus, artista polaco-francés (f. 2001).

### Marzo
- 2 de marzo: Quinche J. Félix, político y comerciante ecuatoriano (f. 1972).
- 3 de marzo: Margarita Gil Roësset, escultora, ilustradora y poetisa española perteneciente a la Generación del 27 (f. 1932).
- 7 de marzo: Anna Magnani, actriz italiana (f. 1973).
- 14 de marzo: Maurice Merleau-Ponty, filósofo francés (f. 1961).
- 16 de marzo: 
  - Robert Rossen, cineasta estadounidense (f. 1966).
  - René Daumal, escritor francés (f. 1944).
- 23 de marzo: Joan Crawford, actriz estadounidense (f. 1977).

### Abril
- 1 de abril: Abraham Maslow, psicólogo estadounidense (f. 1970).
- 5 de abril: 
  - Bette Davis, actriz de cine estadounidense (f. 1989).
  - Herbert von Karajan, director de orquesta austriaco (f. 1989).
- 8 de abril: Tito Guízar, actor mexicano (f. 1999).
- 9 de abril: 
  - Anselmo Carretero, ensayista español (f. 2002).
  - Paula Nenette Pepín (Pablo del Cerro), compositora francoargentina, esposa de Atahualpa Yupanqui (f. 1990).
- 11 de abril: 
  - Juan González Moreno, escultor español (f. 1996).
  - Karel Ančerl, director de orquesta checo (f. 1973).
- 12 de abril: Carlos Lleras Restrepo, presidente de Colombia (f. 1994).
- 20 de abril: Lionel Hampton, músico estadounidense de jazz (f. 2002).
- 24 de abril: Józef Gosławski, escultor y medallista polaco (f. 1963).
- 27 de abril: Carlo Felice Trossi, piloto italiano de automovilismo (f. 1949).
- 28 de abril: Oskar Schindler, empresario alemán (f. 1974).

### Mayo
- 8 de mayo: 

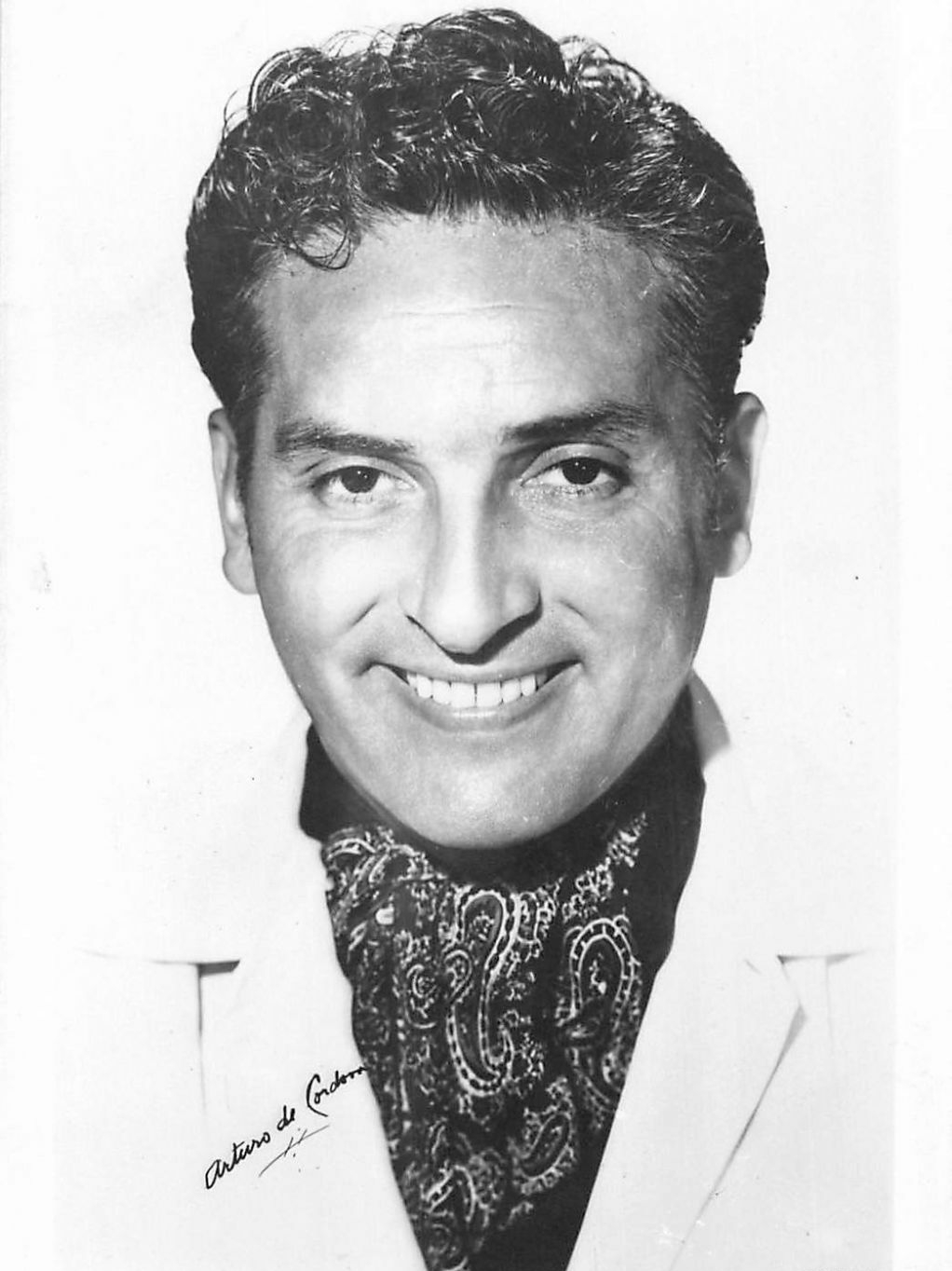
Arturo de Córdova

  - Arturo de Córdova, actor mexicano (f. 1973).
  - Santiago Urrutia, jinete chileno de rodeo (f. 1990).
- 20 de mayo: James Stewart, actor estadounidense (f. 1997).
- 23 de mayo: John Bardeen, físico estadounidense (f. 1991).
- 28 de mayo: Ian Fleming, novelista británico, creador del agente James Bond (f. 1964).
- 30 de mayo: Mel Blanc, actor de voz (f. 1989).

### Junio
- 8 de junio: Inah Canabarro Lucas, monja y supercentenaria brasileña, persona viva más anciana actualmente.
- 9 de junio: Luis Kutner, abogado, escritor y activista estadounidense (f. 1993).
- 11 de junio: Francisco Marto, pastor portugués, vidente de la Virgen de Fátima (f. 1919).
- 19 de junio: Eduardo de Guzmán, escritor español (f. 1991).
- 26 de junio: 
  - Salvador Allende, presidente de Chile (f. 1973).
  - Estrellita Castro, cantante y actriz española (f. 1983).
- 27 de junio: João Guimarães Rosa, médico, escritor y diplomático brasileño (f. 1967).

### Julio
- 2 de julio: Luis Fernández Martín, sacerdote jesuita e historiador español (f. 2003).
- 9 de julio: Minor White, fotógrafo estadounidense (f. 1976).

### Agosto
- 1 de agosto: Miloslav Ka, compositor y director de orquesta checo (f. 1973).
- 8 de agosto: Ciriaco Duarte, líder sindicalista anarquista, escritor y periodista paraguayo (f. 1996).
- 27 de agosto: Lyndon B. Johnson, político estadounidense y 36° presidente desde 1963 hasta 1969 (f. 1973).

### Septiembre
- 3 de septiembre: Roberto Pettinato (padre), policía y funcionario peronista argentino (f. 1993). Durante el gobierno de Juan Domingo Perón (1943‑1955) clausuró el inhumano Penal de Ushuaia, eliminó los grilletes y erradicó el uso del uniforme a rayas. La seguidilla de dictaduras y tiranías seudodemocráticas de 1955 a 1973 lo exiliaron en Ecuador con su familia. Padre del personaje mediático del mismo nombre.
- 4 de septiembre: Edward Dmytryk, director estadounidense de cine (f. 1999).
- 5 de septiembre: Josué de Castro, escritor, nutriólogo, geógrafo y activista brasileño (f. 1973).
- 8 de septiembre: Elena Musmanno, científica y nutricionista argentina (f. 2012).
- 16 de septiembre: Pedro Geoffroy Rivas, poeta, antropólogo y lingüista salvadoreño (f. 1979).
- 16 de septiembre: Mika Waltari, escritor finlandés (f. 1979).
- 19 de septiembre: Pedro Geoffroy Rivas, poeta, antropólogo y lingüista salvadoreño (f. 1979).
- 30 de septiembre: David Óistraj, violinista soviético (f. 1974).

### Octubre
- 6 de octubre: Carole Lombard, actriz estadounidense (f. 1942).
- 10 de octubre: Mercè Rodoreda, escritora barcelonesa en lengua catalana (f. 1983).
- 12 de octubre: Alfredo Pareja Diez-Canseco, escritor e historiador ecuatoriano (f. 1993).
- 15 de octubre: John Kenneth Galbraith, economista estadounidense (f. 2006).
- 16 de octubre: Enver Hoxha, político albanés (f. 1985).
- 19 de octubre: Ángel L. Cabrera, botánico hispanoargentino (f. 1999).
- 21 de octubre: Jorge Oteiza, escultor español (f. 2003).
- 22 de octubre: José Escobar Saliente, dibujante español (f. 1994).
- 26 de octubre: Miguel Otero Silva, escritor, humorista, periodista, ingeniero y político venezolano (f. 1985).
- 28 de octubre: Arturo Frondizi, político argentino y presidente desde 1958 hasta 1962 (f. 1995).

### Noviembre
- 3 de noviembre: Giovanni Leone, político italiano y 6.º presidente (f. 2001).
- 4 de noviembre: Joseph Rotblat, físico polaco (f. 2005).
- 10 de noviembre: Noemí Gerstein, escultora y dibujante argentina (f. 1996).
- 14 de noviembre: Joseph McCarthy, senador estadounidense (f. 1957).
- 16 de noviembre: Nicolás Lindley López, militar y político peruano (f. 1995).
- 19 de noviembre: Jean Yves Daniel-Lesur, compositor y organista francés (f. 2002).
- 24 de noviembre: 
  - Libertad Lamarque, actriz argentina (f. 2000).
  - Margarita Manso, pintora española de la Generación del 27 (f. 1960).
- 28 de noviembre: Claude Lévi-Strauss, antropólogo francés (f. 2009).

### Diciembre
- 10 de diciembre: Olivier Messiaen, compositor francés (f. 1992).
- 11 de diciembre: Amon Göth, untersturmführer (comandante) del campo de Concentración de Plaszow (f. 1946).
- 11 de diciembre: Carlos Arias Navarro, político español y presidente del Gobierno (f. 1989).
- 13 de diciembre: 
  - Plinio Corrêa de Oliveira,político, periodista y escritor brasileño, fundador e ideólogo de "Tradición, Familia y Propiedad" (f. 1995).
  - Ángel Darío Acosta Zurita, sacerdote mexicano asesinado en 1931 (f. 1931).
- 17 de diciembre: William Frank Libby, químico estadounidense (f. 1980).
- 16 de diciembre: Remedios Varo, pintora surrealista hispano mexicana, escritora, artista gráfica (f. 1980).
- 21 de diciembre: Jaime Eyzaguirre, historiador chileno (f. 1968).
- 31 de diciembre: Simón Wiesenthal, investigador austríaco de crímenes de guerra (f. 2005).

## Fallecimientos
- 5 de enero: Mijaíl Chigorin, ajedrecista ruso (n. 1850).
- 7 de marzo: Manuel Curros Enríquez (56), escritor español en idioma gallego (n. 1851).
- 11 de marzo: Edmondo De Amicis, escritor italiano (n. 1846).
- 19 de marzo: Eduard Zeller, filósofo y teólogo alemán (n. 1814).
- 16 de mayo: Mariano Casanova, arzobispo católico chileno (n. 1833).
- 21 de junio: Nikolái Rimski-Kórsakov, compositor ruso (n. 1844).
- 21 de junio: Benedict Friedlaender, sexólogo y militante de los derechos de los homosexuales (n. 1866).
- 24 de junio: Grover Cleveland, 22º y 24º presidente de Estados Unidos entre 1885 y 1889 y entre 1893 y 1897 (n. 1837).
- 3 de julio: Joaquina Cabrera, mujer guatemalteca, madre del dictador Manuel Estrada Cabrera (n. 1836).
- 3 de julio: Joel Chandler Harris, periodista y escritor estadounidense (n. 1845).
- 14 de julio: William Mason, compositor y pianista estadounidense (n. 1829).
- 20 de julio: Federico Chueca, compositor español (n. 1846).
- 22 de julio: sir William Randal Cremer, pacifista británico, premio nobel de la paz en 1903.
- 25 de agosto: Henri Becquerel, físico francés (n. 1852).
- 1 de septiembre: Henry Glass, marino y militar estadounidense (n. 1844).
- 18 de septiembre: Emilia Calé, escritora española (n. 1837).
- 19 de septiembre: José Manuel Marroquín (81), presidente colombiano entre 1900 y 1904 (n. 1827).
- 20 de septiembre: Pablo Sarasate, violinista y compositor español (n. 1844).
- 20 de septiembre: Nicolás Salmerón, presidente de la I República Española en 1873 (n. 1838).
- 29 de septiembre: Joaquim Maria Machado de Assis, escritor brasileño (n. 1839).
- 8 de noviembre: Victorien Sardou, dramaturgo francés (n. 1831).
- 14 de noviembre: Guangxu, emperador chino de la dinastía Qing (n. 1873).
- 15 de noviembre: Cixi, mujer china, esposa del emperador Guangxu (n. 1835).
- 20 de noviembre: Georgy Voronoi matemático ruso (n. 1868).
- 27 de noviembre: Jean Albert Gaudry, geógrafo y paleontólogo francés (n. 1827).

## Deporte
- En Santiago de Cali (Colombia) se funda el equipo de fútbol Asociación Club Deportivo Cali, uno de los más importantes y reconocidos del país.
- En Londres (Gran Bretaña) se realizan los Juegos Olímpicos.
- 9 de marzo: en Milán (Italia) se funda el Inter de Milán, el cual se convertirá en uno de los clubes más importantes de Europa.
- 1 de abril: en Buenos Aires (Argentina) se funda el Club Atlético Colegiales.
- 1 de abril: en Buenos Aires se funda el Club Atlético San Lorenzo de Almagro, uno de los cinco grandes del fútbol argentino.
- 8 de abril: en La Paz (Bolivia) se funda el club The Strongest, el más representativo del fútbol boliviano hasta la actualidad, con sus tradicionales colores amarillo y negro.
- 20 de mayo: en Gijón (España) se construye el estadio más antiguo del fútbol español (El Molinón).
- 28 de mayo: en España se celebra la primera edición de la Copa Cataluña, dedicada a la competición de coches y que transcurría Circuito del Baix Pénedes (por las calles de Sitges, San Pedro de Ribas, Canyellas y Villanueva y Geltrú). El ganador de esta primera edición fue el italiano Guippone sobre un Lion-Peugeot.
- 1 de noviembre: en Buenos Aires se funda el Club Atlético Huracán

## Premios Nobel
- Física: Gabriel Lippmann.
- Química: Ernest Rutherford.
- Medicina: Ilya Ilyich Mechnikov y Paul Ehrlich.
- Literatura: Rudolf Christoph Eucken.
- Paz: Klas Pontus Arnoldson y Fredrik Bajer.